# Parti national-travailliste (Royaume-Uni, 1957)
Le Parti national-travailliste (en anglais: National Labour Party) était un parti politique d'extrême droite britannique fondé en 1957 par John Bean. Le parti était d'idéologie nationaliste blanc, antisémite et opposé à l'immigration non blanche.

## Histoire
Bean avait été une figure de proue au sein de la Ligue des Loyalistes de l'Empire (LEL), bien qu'il soit devenu désillusionné par l'accent mis sur les cascades publicitaires et le manque d'action politique. Le problème a pris de l'ampleur en 1957 après A. K. Chesterton a envoyé Bean et Phil Burbidge chez Malcolm Muggeridge afin de jeter de la suie sur le commentateur après avoir critiqué Elisabeth II du Royaume-Uni dans une émission télévisée. Bien que l’action n’ait pas été menée à bien, elle constituait pour Bean un exemple typique de l’activisme inutile et puéril avec lequel le LEL était devenu synonyme. Il a rapidement écrit à Chesterton, déplorant la faible campagne du LEL, son refus de se présenter aux élections, son attachement à un nationalisme britannique et à ses liens étroits avec le Parti conservateur. Peu de temps après, Bean quitta la LEL avec John Tyndall pour créer le nouveau parti, choisissant délibérément le nom pour faire appel aux partisans du Parti travailliste qui avaient été rebutés par l'immigration. Andrew Fountaine serait le président du parti, bien que le rôle de Bean en tant que directeur des politiques lui confère un contrôle effectif. En produisant un journal Combat, le PNL a utilisé ses pages pour faire campagne pour une réduction des peines des personnes reconnues coupables des émeutes raciales de Notting Hill de 1958.

### Déclin
La conséquence de l'événement, cependant, fut le déclin de la PNL. Bean a passé 30 jours en prison pour son rôle dans l'émeute. Tandis qu'il était incarcéré, Webster quittait le syndicat pour rejoindre le Mouvement des syndicats et Tyndall démissionnait également du parti. La PNL étant démoralisée et ses liens étroits développés avec Colin Jordan , le parti fusionna avec la White Defence League le 24 février 1960. Bien que le nom de Parti nationaliste racial fût initialement envisagé, il fut finalement décidé de nommer la nouvelle entité le Parti national britannique.